# 政党制
政党制（せいとうせい）とは、政党政治の担い手である政党を構成要素とする制度やシステム。政党システム、政党機構、政党体系、政党制度とも。

## 概要
従来の類型と分析は、主に政党の数に焦点を当てて「一党制、二党制、多党制」などに分類することが一般的だった。
ジョヴァンニ・サルトーリは数に加えて政党間の関係やイデオロギーへの移入度などを指標に追加し、「一党制（一党独裁制）、ヘゲモニー政党制、一党優位政党制、二党制（二大政党制）、穏健な多党制、分極的多党制、原子化政党制」の7つに分類した。二党制と多党制の間よりも穏健な多党制と分極的多党制の間に決定的な分割線があるとした。
アーレンド・レイプハルトは有効議会政党数を使用して「2党制、2.5党制、優位政党のある多党制、優位政党のない多党制」に分類した。
社会的・経済的要因、歴史的・文化的要因、選挙制度などの技術的要因は各国の政党制を決定する。小選挙区制や一回投票制は二党制を生む傾向があり、比例代表制や二回投票制は多党制を生む傾向がある。

## デュヴェルジェ
類型と分析において影響力があったのはモーリス・デュヴェルジェの検証だった。デュヴェルジェは一党制、二党制、多党制に三分し、その中で二党制を推奨した。政治対立は二者の対立になるものであり、中間的な立場は不自然であるため、二党の対立が良いと考えた。また、小選挙区制が二党制を生み、比例代表制が多党制を生むという「デュヴェルジェの法則」を提唱した。
この三分法では、一党制は独裁を、多党制は混乱をもたらすとされた。二党制のアメリカとイギリスが最も優れているとされた。
1970年代以後の修正では、多党制は必ずしも混乱をもたらさないことが示された。

## サルトーリ
1970年代にサルトーリは数とイデオロギーを基準にした類型を提唱し、政治学者に広く受け入れられた。サルトーリはまず非競合的なものと競合的なものに分類し、次に数とイデオロギーによって分類した。
競合的かつ非効率的な民主主義として一党優位政党制と分極的多党制を指摘した。一党優位政党制に入れられたのはジャワハルラール・ネルーやインディラ・ガンディーの時代におけるインドなどである。分極的多党制に入れられたのはサルトーリの母国であるイタリア、ヴァイマル共和政のドイツ、フランス第三共和政のフランス、フランス第四共和政のフランスなどである。これらの政党制における特徴は、イデオロギーの差異が大きいことである。
競合的かつ効率的な民主主義として二大政党制と穏健な多党制を指摘した。二大政党制に入れられたのはアメリカ、イギリスなどである。穏健な多党制に入れられたのはベネルクス三国などである。これらの政党制における特徴は、イデオロギーの差異が小さいことである。
サルトーリの念頭にあったのは、デュベルジェに対する批判ではなく、その拡張である。デュベルジェは二党制が効率的な民主主義であると結論づけたものの、サルトーリは穏健な多党制も効率的な民主主義であると結論づけた。
様々な修正を受けながらも、この分析は最も大きな影響力を持つものとして政治学者の間で広く受け入れられている。
- 無党制
- 一党独裁制
  - 一党制
  - ヘゲモニー政党制
- 複数政党制
  - 一党優位政党制
    - 一大政党制

  - 二大ブロック制
    - 二大政党制

  - 穏健な多党制
    - 三大政党制
    - 北欧五党制

  - 分極的多党制
  - 原子化政党制 - 無数に政党が存在するものの、他党に影響力のある政党が一つも存在せず、すべての政党がめぼしい実績や大衆からの支持を持たない。また、この政党制では、政党自体が大衆政党のように高度な組織化がされておらず（すべての政党が名望家政党やミニ政党に等しい）、なおかつ選挙や政局によって離合集散を繰り返す流動的・便宜的な組織である。

## レイプハルト
反論したのはレイプハルトである。レイプハルトは政治制を取り扱ったものの、政党制が理論の核とも言える重要性を持つ。
レイプハルトは有効議会政党数を手がかりに、2党制、2.5党制、優位政党のある多党制、優位政党のない多党制とに分類した。その上で2党制と2.5党制とを多数決型民主主義またはウェストミンスター・システム・モデルとし、優位政党のある多党制と優位政党のない多党制とを合意形成型民主主義またはコンセンサス・システム・モデルとした。サルトーリによる分析との関連性は以下の通りである。
- 多数決型民主主義
  - 二大ブロック制
- 合意形成型民主主義
  - 一党優位政党制
  - 穏健な多党制
  - 分極的多党制
  - 原子化政党制

そして、レイプハルトは多くの面において多数決型民主主義より合意形成型民主主義が優れているという分析を36か国の検証により提唱した。マイノリティの代表性における度合いでは高いことに加えて、経済的業績では両者に有意な差がないことを主張している。サルトーリはレイプハルトに「全く付いてゆけない」と再反論している。

## 議論
無党制は政党活動が禁止されているか、事実上存在しない間接民主主義である。前者は1986年から2005年までのウガンダであり、後者はミクロネシアである。全議員が無所属という形となる。
一党制、ヘゲモニー政党制は基本的に一党独裁による独裁政治である。一党制はナチス・ドイツ、ソビエト、ベトナムなどである。ヘゲモニー政党制は東ドイツ、中国、北朝鮮などである。またシンガポールやロシアも事実上ヘゲモニー政党制と化している。
一大政党制はラジーヴ・ガンディーの時代におけるインドなどである。55年体制時代日本は1と1/2政党制と表現される。
二大政党制はアングロ・サクソン諸国などである。
三大政党制は西ドイツなどである。
北欧五党制はスカンディナヴィア三国などである。有効議会政党数は五党という形となる。
原子化政党制はマレーシアなどである。混乱期や政治体制の移行期、いわゆる「上からの民主化」が成された国家などに多くみられるとされる。マレーシアの他に、クライアンテリズム（恩顧主義）の影響力が強く政党の組織力が弱いフィリピン、王権の強い立憲君主制のタイなどが原子化政党制に近いとされるが、相違点もある。
サルトーリはフランス第五共和政における二回投票制が優れた選挙制度であるという結論を著述している。
フランス第五共和政のフランスは二大政党制と穏健な多党制の中間的な政党制となる二大ブロック制または二ブロック的多党制である。二つの政党群が選挙によって競い合い、勝者となる政党群におけるリーダー格である政党の党首が首班指名を受けるのがサルトーリの想定である。
しかし、近年のフランスでは第三勢力の国民連合が台頭してきているほか、イギリスやカナダでも伝統的なトーリー党・ホイッグ党・レイバー党が併存している状況となっているため、想定外の事態になっていると言えなくもない。1993年以降のイタリアにおける状況の方が想定に近いものの、小選挙区制と比例代表制が混在している選挙制度には批判もある。なお、サルトーリは母国のイタリアで選挙制度改革による分極的多党制の解消と二大政党制の実現を目指している。
日本の政治家も政党制のあり方に対する支持・不支持を表明している。国民民主党は二大政党制を推奨しており、社会民主党は穏健な多党制を推奨している。
冷戦の終了とグローバル化・情報化の進展は影響を与えつつある。

## 日本

### 憲法制定前および明治憲法下
日本の政党は、1874年1月の征韓論論争に敗れて下野した板垣退助が結成した愛国公党に起源を持つ。1881年には自由党、1882年には大隈重信の立憲改進党が結成された。フランス流進歩主義やイギリス流自由主義を目指す民党と吏党は対立関係となったため、政府は民党を取り締まったり、ドイツ流保守主義を目指す御用政党の立憲帝政党を創設したりしたものの、有効な対策とならなかった。1889年に明治憲法が制定された後も政府はしばらく議会や政党に対して超然主義を採ったものの、日清戦争で政府と民党の協力関係が成立したのを契機に流れが変わり、1898年には自由党と進歩党が合同して憲政党を結成し、日本最初の政党内閣として「隈板内閣」が誕生した。
憲政党が自由党系の憲政党と改進党系の憲政本党に分裂し、前者は1900年に伊藤博文の立憲政友会を結成した。これを与党とした第4次伊藤内閣は政党政治に道を開いた。
一方の憲政本党は1910年の立憲国民党、1913年の立憲同志会、1916年の憲政会を経て、1927年に立憲民政党となった。そして明治時代末まで政友会の西園寺公望と立憲同志会の桂太郎による政権交代が繰り返された。
さらに二度の「憲政擁護運動」に代表される大正デモクラシーを経て「憲政の常道」による慣例が生まれ、政友会と民政党による政党政治が展開されるようになった。
またロシア革命や資本主義の高度化による労働者階級の発展などを背景として日本共産党（1922年結党、1935年中央委員会壊滅）や労働農民党（1926年結成、後に分裂して日本労農党、社会民衆党、全国大衆党結党）などの無産政党が出現するようになり、1928年の普通選挙では無産政党から計8名の当選者が出ている。
政党は財界から多額の選挙資金を必要とするようになり、様々な汚職事件を起こすようになった。「政党政治の腐敗」による批判から青年将校や国家主義団体などの間で政党政治打倒を目指す動きが活発となった。それが事件となって表れたのが1932年に青年将校が中心となって起こした五・一五事件だった。首相の犬養毅は暗殺されて政党内閣の犬養内閣が崩壊し、政友会の後継総裁となった鈴木喜三郎に大命降下はされなかった。退役海軍大将の斎藤実が首相になり、政友会と民政党から閣僚を採用して挙国一致内閣を組織した。退役海軍軍人を首班とする内閣の発足を経て「憲政の常道」による政党政治は終焉した。
政治の新体制運動も盛んになり、1940年10月には各政党が解散して大政翼賛会に合流した。大政翼賛会は政治結社のため、一党独裁制には該当しない。

### アメリカ軍占領下と日本国憲法下
アメリカ軍占領下で無産政党に連なる政治家たちが革新政党の集合体として日本社会党を結成し、また保守政党に連なる政治家たちが日本自由党、日本進歩党、日本協同党などに分裂して派閥を取り込む包括政党を結成した。1947年に日本国憲法が施行され、1948年秋まで日本社会党と民主党による連立内閣（片山内閣、芦田内閣）が続き、吉田茂の自由党内閣が続いた。
1955年の保守合同で自由民主党が誕生し、40年近く同党の一党優位体制が続いた（自民党の派閥による55年体制）。1993年の総選挙で自民党は過半数を下回って宮澤内閣は敗北し、日本新党の細川護熙を首班とする日本新党、新党さきがけ、新生党、社会党、公明党による非自民・非共産連立政権が成立し、55年体制は崩壊した。非自民政権は短期間で崩壊し、社会党と自民党の連立による村山内閣を経て、1999年から自民党は公明党と連立するようになった。その間、非自民・非共産勢力が結集し、民主党を結党。民主党が自民党の議席数に迫るなど自民党の一党優位体制が崩壊し、二大政党制の様相を呈した。2009年の総選挙における民主党大勝で再び非自民政権が誕生したものの、短期間で崩壊し、2012年の総選挙で自公連立政権に戻った。民主党政権の崩壊後、民主党の党勢低迷もあり、再び自民党の一党優位体制に戻った。